# سميحة توفيق
سميحة توفيق (13 مايو 1928 - 11 أغسطس 2010)، ممثلة مصرية.

## عن حياتها
من مواليد محافظة الفيوم، وكانت والدتها لاعبة في السيرك، وهي من أسرة فنية فشقيقها هو الممثل ومنفذ المعارك السينمائية الطوخي توفيق، وعمتها من أوائل الممثلات في مصر وهي سميحة الطوخي.
اكتشفها الفنان يوسف وهبي ورشحها بالعمل بالسينما وأول ظهور لها كان عام 1944 في فيلم غرام وانتقام من بطولة أسمهان ويوسف وهبي في دور صغير حيث ظهرت حاملة للزهور خلف أسمهان بأغنية إمتى هتعرف، وكان عمرها 16 عام. اشتهرت في خمسينات القرن العشرين، حيث قامت بأدوار البطولة في عدد من الأفلام، ومثلت بأدوار الإغراء ايضًا. اعتزلت المجال الفني بعد زواجها، ثم عادت في ثمانينات القرن العشرين، وعملت في السينما والمسرح لسنوات.
من أشهر الأفلام التي شاركت بها شخصية «أم دلال» في فيلم «نحن لا نزرع الشوك» عام 1970، و«الراقصة اليهودية» في فيلم «هجرة الرسول» عام 1964، بجانب مشاركاتها في أفلام: ليلة الدخلة عام 1950 في دور «فكرية»، وابن النيل «عام 1951 في دور» الراقصة بوسي«، و»عفريت سمارة «عام 1959 في دور» المعلمة أوسة«و»ريا وسكينة عام 1983 في دور «سكينة«و»الحريف» عام 1984 في دور «نرجس».
كما شاركت في العديد من المسرحيات ومن أبرزها مسرحية «ريا وسكينة» حيث جسدت شخصية «أم بدوي» أمام الفنانتين شادية وسهير البابلي.

## اعتزالها ووفاتها
بعد تقدمها في العمر قررت اعتزال المجال الفني عام 1987، ولم تعد إليه بعدها، وتوفيت في 11 أغسطس عام 2010 عن عمر ناهز 82 عامًا.

## أعمالها

### الأفلام
- 1944: غرام وانتقام
- 1944: ليلى في الظلام
- 1945: سفير جهنم
- 1948: بلبل أفندي
- 1949: مبروك عليكي
- 1949: أمينة
- 1949: المرأة شيطان
- 1949: المرأة
- 1950: معركة الحياة
- 1950: محسوب العائلة
- 1950: ليلة الدخلة
- 1950: جوز الأربعة
- 1950: بنت باريز
- 1950: آه من الرجالة
- 1951: مشغول بغيري
- 1951: ليلة غرام
- 1951: فايق ورايق
- 1951: أولاد الشوارع
- 1951: أنا بنت ناس
- 1951: الحب في خطر
- 1951: أسرار الناس
- 1951: آدم وحواء
- 1951: ابن النيل
- 1952: كأس العذاب
- 1952: غضب الوالدين
- 1952: زمن العجائب
- 1952: السر في بير
- 1952: إديني عقلك
- 1953: ماليش حد
- 1953: قلبي على ولدي
- 1953: في شرع مين
- 1953: غلطة العمر
- 1953: حكم الزمان
- 1953: السيد البدوي
- 1953: الدنيا لما تضحك
- 1954: فالح ومحتاس
- 1954: دستة مناديل
- 1954: حسن ومرقص وكوهين
- 1954: تحيا الرجالة
- 1954: بنت الجيران
- 1954: الناس مقامات
- 1954: الفارس الأسود
- 1955: ضحايا الإقطاع
- 1955: بحر الغرام
- 1956: دعوة المظلوم
- 1957: طاهرة
- 1957: حياة غانية
- 1958: سلطان
- 1958: أبو حديد
- 1959: عفريت سمارة
- 1962: صراع مع الملائكة
- 1964: هجرة الرسول
- 1964: دعني والدموع
- 1965: سكون العاصفة
- 1965: حب للجميع
- 1970: نحن لا نزرع الشوك
- 1980: لا تظلموا النساء
- 1980: سطوحي فوق الشجرة
- 1981: صراع العشاق
- 1982: آدم يعود للجنة
- 1983: ريا وسكينة
- 1984: الحريف
- 1985: أيام التحدي
- 1986: قفص الحريم
- 1986: عصر الحب
- 1986: الجوع
- 1987: الملائكة لا تسكن الأرض

### المسلسلات
- 1976: شجرة اللبلاب
- 1976: خان الخليلي
- 1977: ماشي يا دنيا ماشي
- 1978: بستان الشوك
- 1980: أنف وثلاث عيون
- 1983: أبواب المدينة (ج2)
- 1984: سيدة الفندق
- 1985: الشهد والدموع (ج2)

### المسرحيات
- 1956: ركن المراْة
- 1957: الكورة مع بلبل
- 1961: يا الدفع يا الحبس
- 1964: عفريت خطيبي
- 1977: مولود في الوقت الضائع
- 1980: ريا وسكينة

## روابط خارجية
- سميحة توفيق على موقع IMDb (الإنجليزية)
- سميحة توفيق على موقع الدهليز
- سميحة توفيق على موقع قاعدة بيانات الأفلام العربية